# 玛瑙拟枣贝
玛瑙拟枣贝（又稱玛瑙宝螺，舊名）为宝贝科拟枣贝属的动物。分布于印度-西太平洋水域、台湾岛以及中国大陆的福建以南沿海等地，主要在潮间带低潮线附近至潮下带生活。该物种的模式产地在印度尼西亚安汶。